# Jean Dominique Comte de Cassini

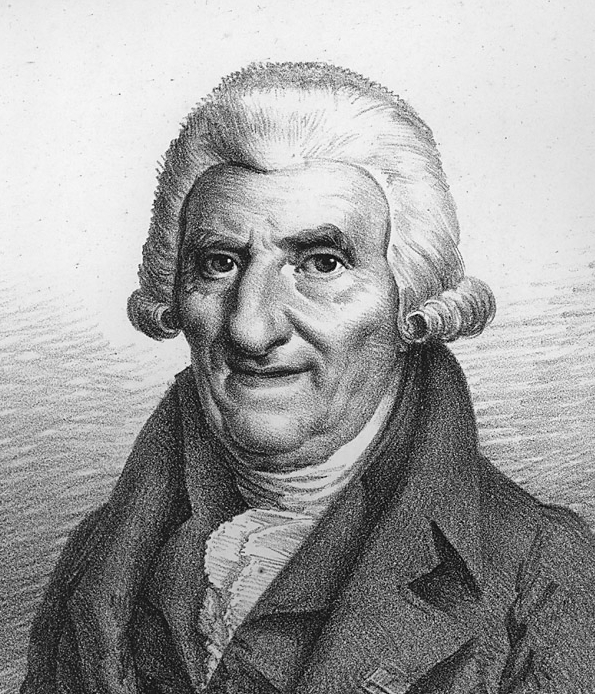
Jean Dominique Comte de Cassini, Porträt von Julien Léopold Boilly

Jean Dominique Comte de Cassini, auch Cassini IV. genannt, (* 30. Juni 1748 in Paris; † 18. Oktober 1845 in Thury-sous-Clermont) war ein französischer Kartograf und Astronom.

## Leben
Jean Dominique Cassini kam an der Pariser Sternwarte zur Welt, deren Direktor sein Vater César François Cassini de Thury (Cassini III) war, wie zuvor sein Großvater Jacques Cassini (Cassini II) und sein Urgroßvater Giovanni Domenico Cassini (Cassini I).
1768 unternahm er als Kommissar der Akademie der Wissenschaften, deren Mitglied er später wurde, eine Reise nach Amerika, die er in einem 1770 veröffentlichten Buch beschrieb. 1787 beteiligte er sich an der Englisch-Französischen Trigonometrischen Vermessung, anhand derer die genaue Längengraddifferenz zwischen der Royal Greenwich Observatory und dem Pariser Observatorium bestimmt werden sollte. 1788 wurde er in die American Academy of Arts and Sciences gewählt. Bei einem Aufenthalt in England besuchte er gemeinsam mit Pierre Méchain und Adrien-Marie Legendre den deutschstämmigen Astronomen Wilhelm Herschel in dessen Observatorium in Slough. Ein Werk, in dem Cassini seine Aufgaben beschrieb, erschien 1791. Er komplettierte die Carte de Cassini, die Frankreichkarte seines Vaters. Die Karte wurde 1793 von der Akademie der Wissenschaften herausgegeben und diente als Grundlage für den „Atlas National“, der Frankreich aufgeteilt in Départements darstellte.
1784 übernahm er von seinem Vater den Posten des Sternwartendirektors. Seine Pläne zur Rekonstruktion und Wiederausstattung nach der französischen Revolution stießen jedoch auf den härtesten Widerstand seitens der Nationalversammlung. Seine Position wurde unhaltbar und am 6. September 1793 trat er zurück. 1794 wurde er für sieben Monate ins Gefängnis geworfen. Nach seiner Freilassung ging er nach Thury.
1810 erschien sein umfangreiches Werk Mémoires pour servir à l’histoire de l’observatoire de Paris, das u. a. die Autobiografie seines Urgroßvaters Giovanni Domenico Cassini enthielt.